# Jan Caubergh
Jan Caubergh est un tueur belge né à Lanaken en 18 septembre 1934. Connu pour avoir perpétré plusieurs meurtres et tentatives de meurtre, il est mort à la prison de Bruges le 29 novembre 2013.

## Biographie
En 1966, il est condamné à 25 ans de travaux forcés pour vol avec violences (20 ans de réclusion d'après certaines sources). Sa bande blessa gravement une infirmière qui se suicidera par la suite. En 1977, il est libéré.
Le 21 février 1979, il viole sa voisine enceinte de 19 ans (20 ans d'après certaines sources), Yvonne Smits avant de la tuer. Il tue ensuite sa petite amie de 24 ans, Rina Van Geldorp, ainsi que leur bébé de cinq mois Nicky. Il blesse un policier avec une carabine et en vise d'autres. Pour ces faits, il est condamné à la peine de mort, ensuite commuée en réclusion à perpétuité.
Le 14 juin 2003, pendant une promenade dans les dunes de La Panne, il s'attaque à un gardien qu'il poignarde à deux reprises dans la poitrine. Il prend ensuite la fuite avec les vêtements de la victime, qui a survécu. Jan Caubergh est arrêté par la police de Grammont le lendemain. Il est condamné à 12 années supplémentaires de prison,.
Le 29 novembre 2013, il meurt à 79 ans à la prison de Bruges. Il était à cette époque, le plus ancien prisonnier de Belgique.